# Ignacio Chacón Dalmau
Ignacio Chacón Dalmau (Beniparrell, 3 de març de 1989), més conegut com a Nacho, és un jugador professional de pilota valenciana, mitger en la modalitat d'Escala i corda, en nòmina de l'empresa ValNet.
Provinent dels campionats fallers, s'inicia al Club de Pilota de Beniparrell on guanya diversos competicions de Galotxa com el Trofeu el Corte Inglés o la Supercopa. Va debutar com a professional de l'Escala i corda el 2004 al Trinquet de Pelayo (València). Ha sigut membre de la Selecció Valenciana de Pilota als Europeus de 2007. El seu major èxit professional ha estat el campionat del Circuit Bancaixa 09/10 junt a Genovés II i Salva.

## Palmarés
- Escala i corda:
  - Campió Lliga Caixa Popular Juvenil: 2005
  - Campió del Circuit Bancaixa: 2010
  - Campió de la Super Copa: 2010
  - Subcampió Lliga Caixa Popular Juvenil: 2006 i 2007
  - Campió del Trofeu Nadal de Benidorm: 2008
  - Campio del Trofeu Ciutat de Llíria: 2010
  - Campió del Trofeu Universitat de València: 2011

- Galotxa:
  - Campió d'El Corte Inglés 2006 i 2007
  - Campió de la Supercopa: 2008

Campionats Internacionals de Pilota
- Campió europeu de Joc internacional: Nivelles (Bèlgica), 2007
- Subcampió europeu de Llargues: Nivelles (Bèlgica), 2007
- Subcampió del Món de Llargues: Equador, 2008